# Takashima, Shiga

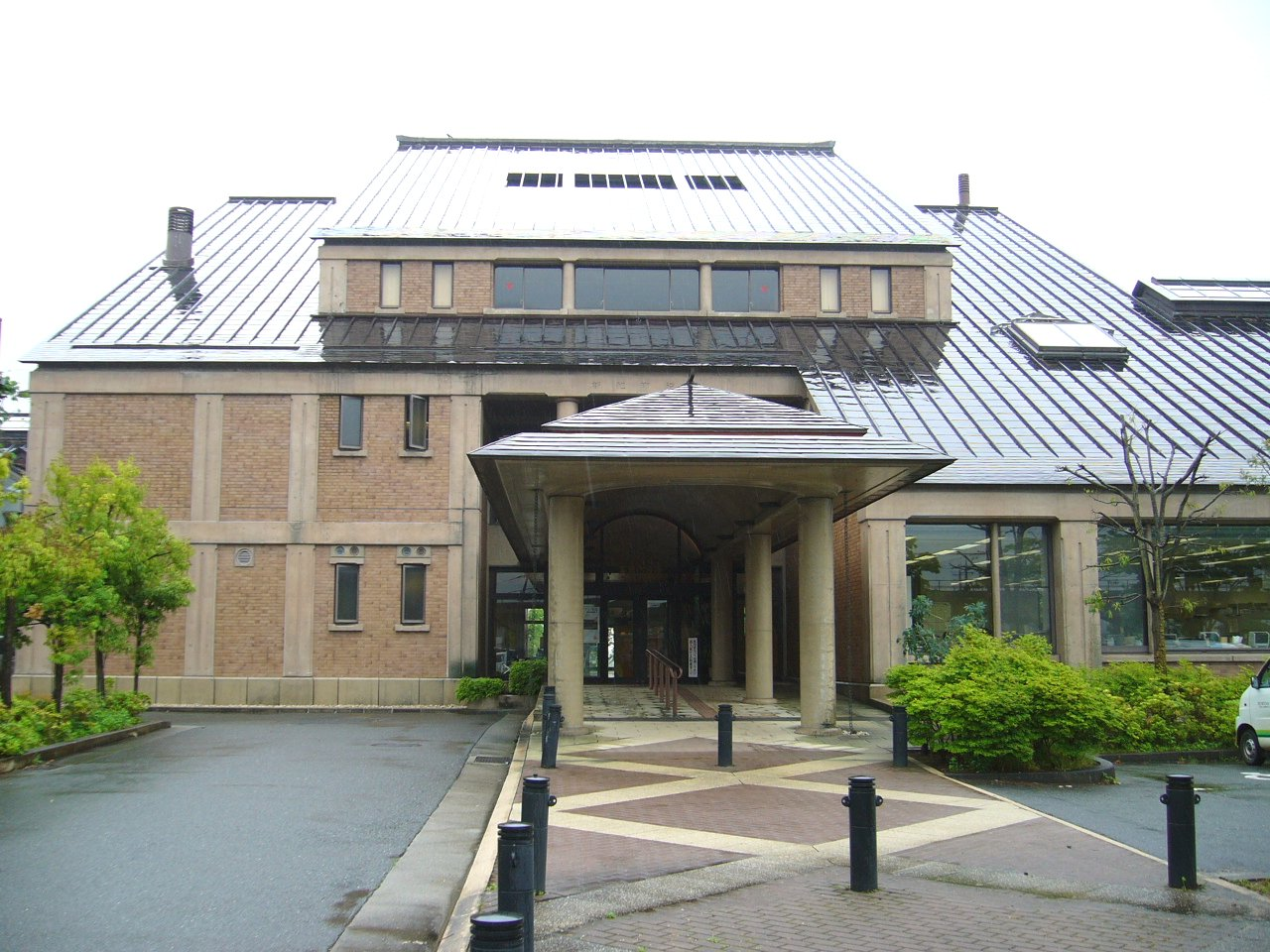
Primăria

Takashima (高島市 Takashima-shi?) este un municipiu din Japonia, prefectura Shiga.